# Stopče
Stopče je naselje u slovenskoj Općini Šentjuru. Stopče se nalazi u pokrajini Štajerskoj i statističkoj regiji Savinjskoj. 

## Stanovništvo
Prema popisu stanovništva iz 2002. godine naselje je imalo 255 stanovnika.